# Thienemanniella medialis
Thienemanniella medialis är en tvåvingeart som beskrevs av James E. Sublette och Sasa 1994. Thienemanniella medialis ingår i släktet Thienemanniella och familjen fjädermyggor.
Artens utbredningsområde är Guatemala. Inga underarter finns listade i Catalogue of Life.